# 白浜あや
白浜 あや（しらはま あや、2008年4月11日 - ）は、日本のアイドル、俳優、歌手、タレント、モデル。STAR PLANET所属のアイドルグループスタプラ研究生のメンバー、元B.O.L.Tのメンバー。スターダストプロモーション所属。stand.fm『白浜あやの放課後クラス』レギュラーMC。

## 来歴
2019年7月15日（小学5年生）、アイドルグループB.O.L.Tの結成メンバーとなる。ラジオの冠番組「B.O.L.Tの100万ボルト」（B.O.L.Tの10万（1万）ボルト、interfm）、「B.O.L.TのAttitude」（ラジオアミューズメントパーク）にレギュラー出演した。
2023年4月15日、B.O.L.Tラストライブ「B.O.L.T The LAST」をもってB.O.L.Tが解散。
2023年4月22日、STARDUST PLANET（現 STAR PLANET）所属のアイドルグループスタプラ研究生に加入したことが発表された。
2023年9月8日からレギュラーMCを務めるラジオ冠番組「白浜あやの放課後クラス」（stand.fm、毎週金曜23:00-）が放送開始。
2024年3月、ファッションブランド「Lovetoxic」のラブトキオーディション2024にて「ラブトキガール賞」を受賞。2024年度に3代目ラブトキガールとして活動した。

## 人物
- ニックネームは、あやちゃん[1]、あやや[7]。神奈川県出身。スタプラ研究生では自己紹介であーちゃんと呼んでくださいと言っている。
- 特技は、ダンス、メイク（日本化粧品検定3級）、ヘアアレンジ、人と話すこと。ダンスは2024年に「キラキラ キャッチ!ティニピン」（キャッチ!ティニピン オープニング主題歌）の踊ろう動画にダンスのお姉さんとして出演した[8]。
- 趣味は、写真を撮ること、サウナ、動画鑑賞、ネイル[1]。

- 好きな色はオレンジ。好きなアーティストはももいろクローバーZで、好きな曲は走れ！、ニッポン笑顔百景など。好きな食べ物はチョコ、いちご飴など[9]。
- 小学5年生の夏、11歳で「B.O.L.T」の活動をスタート。
- 年の離れた先輩と一緒に活動すると聞かされ、「こんなに年が離れているお姉さんと一緒になるとは思っていなくて。だから、最初に聞いたときはびっくりしました。」と振り返る[10]。
- 2019年11月15日の「ここから」CD発売記念イベントについて、「本当に楽しかったんです。」「最初は大丈夫かなって不安もあったし緊張もしたけど、ライブが始まったら『楽しい！』って気持ちが勝っちゃってました（笑）」と語る[11]。
- メジャーデビューアルバム「POP」のリリースに向けて「とにかく全力で楽しんでがんばりたいと思います！」とコメントした[12]。
- アルバム「POP」のお気に入り曲に「SLEEPY BUSTERS」を挙げ、「レコーディングで苦戦したんですけど、がんばったぶん思い入れも強くて、自分で一番聴いている曲ですね。最後の『誰より速く走れる人だけが一等賞じゃない！』という歌詞が心にぐっと来ます。」と語った[13]。
- 2020年10月17日に開催された初のワンマンライブでは、序盤に「初ワンマンは最初でもあり最後でもあるので、今日のライブがすごくよかったなと思ってもらえるように、そして『思える』ように最高に楽しく頑張りたいと思います！」と述べ、終盤には「ワンマンライブで十何曲やるのも、アンコールも、初めてのことがたくさんでドキドキしてたんですけど、みなさんがいると安心できました。今日は私も楽しめたし、今まですごく頑張ってきた甲斐があったなと思います！」とコメントした[14]。
- 初の冠ラジオ番組「B.O.L.Talk」の初回では「ラジオの楽しさがわかりました！早く次もやりたいです！」と意気込みを語った[15]。
- スターダストプロモーションに入ったときは140センチしかなかった身長が、2020年12月には156センチへと伸びた[16]。
- 2020年12月29日、アメフラっシ大感謝祭2020 2部「第1回日本アメデミー賞」に青山菜花と出演[17]。
- 2021年3月28日深夜・4月4日深夜・4月11日深夜、ギュウゾウとPinokkoの雷ヘッドライナー（RADIO BERRY）に高井千帆と出演[18]。
- フジテレビNEXT「コアラモード.小幡康裕のガチンコスターダストプラネットに出演し、「まだ君は知らない」（Nissy、#54 2020年6月30日放送）、「まちぶせ」（三木聖子、#57 2020年9月16日放送）、「じょいふる」（いきものがかり、#60 2020年12月9日放送）、「はじめてのチュウ」（あんしんパパ、#64 2021年4月7日放送）、「芽ばえ」（麻丘めぐみ、#69 2021年9月14日放送）、「大人になれば」（大場久美子、#72 2021年12月14日放送）を歌唱[19]。
- 2021年6月17日 アメフラっシの市川優月と小島はなのYouTube番組「ゆづはなの『ゆづtube』」にソロでゲストとして生出演[20]。

## 出演
※グループとしての活動はB.O.L.T、スタプラ研究生のページを参照。

### ラジオ
- 白浜あやの放課後クラス supported by オチャめちゃFRIDAY（2023年9月8日 - 、stand.fm 毎週金曜日23:00-）[21][22]

### モデル
- ファッションブランド「Lovetoxic」3代目ラブトキガール（2024年度、ナルミヤ・インターナショナル）
- 「最強エンタメくら部」ブランドファッションショー（2024年3月28日、GORILLA HALL OSAKA） - Lovetoxicステージに出演

### TV
- コアラモード.小幡康裕のガチンコスターダストプラネット（フジテレビNEXT）

### CM
- 楽天トラベル（2022年 - 2023年） - 「楽天トラベルで家族旅行 リゾート編」[23]「楽天トラベルで秋旅行 家族旅行編」

### インターネットテレビ／ライブ動画配信
- やかんとアイドル（2022年11月30日 - 12月4日、12月28日、YouTube）[24]